# Lichenophanes lucanus
Lichenophanes lucanus là một loài bọ cánh cứng trong họ Bostrichidae. Loài này được Weber in Leng miêu tả khoa học năm 1920.